# Kirgistan na Mistrzostwach Świata w Lekkoatletyce 2015
Kirgistan na Mistrzostwach Świata w Lekkoatletyce 2015 – reprezentacja Kirgistanu podczas Mistrzostw Świata w Pekinie liczyła 1 zawodniczkę, która nie zdobyła medalu.

## Występy reprezentantów Kirgistanu
| Konkurencja | Zawodniczka       | Finał    | Finał   |
| Konkurencja | Zawodniczka       | Rezultat | Pozycja |
| ----------- | ----------------- | -------- | ------- |
| Maraton     | Julija Andriejewa | 2:45,04  | 36.     |